# Джурак (Калмыкия)
Джура́к (калм. Җурааг) — посёлок в Целинном районе Калмыкии, в составе Хар-Булукского сельского муниципального образования. Расположен в балке Джурак, в 16 км к западу от города Элиста.
Население — 204 человек (2012)

## История
Дата основания населённого пункта не установлена.
До 1946 года в балке Джурак располагался республиканский гослесопитомник (переведён в Элисту в октябре 1946 года).
На американской карте 1950 года на месте населённого пункта обозначены лишь отдельные строения без названия
После восстановления калмыцкой автономии в конце 1950-х здесь здесь была организована ферма совхоза «Страна Советов».

## Физико-географическая характеристика
Посёлок расположен на юго-западе Целинного района в пределах Ергенинской возвышенности, являющейся частью Восточно-Европейской равнины. Средняя высота над уровнем моря — 167 м. Рельеф местности равнинный. Посёлок окружён полями. К югу от посёлка расположена балка Джурак, в которой создан пруд. Исток реки Джурак-Сал расположен в балке в нескольких километрах ниже посёлка.
По автомобильной дороге расстояние до столицы Калмыкии города Элиста (центра города) составляет 16 км, до районного центра села Троицкое — 28 км, до административного центра сельского поселения посёлка Хар-Булук — 11 км. К посёлку имеется асфальтированный подъезд (2,5 км) от автодороги Зимовники — Ремонтное — Элиста.
Согласно классификации климатов Кёппена-Гейгера посёлок находится в зоне континентального климата с относительно холодной зимой и жарким летом (индекс Dfa). В окрестностях посёлка распространены светлокаштановые почвы различного гранулометрического состава в комплексе с солонцами.
В посёлке, как и на всей территории Калмыкии, действует московское время.

## Население
В конце 1980-х в Джураке проживало около 100 жителей.
| 2002 | 2010 | 2012 |
| ---- | ---- | ---- |
| 136  | ↘130 | ↗204 |

Национальный состав
Согласно результатам переписи 2002 года большинство населения посёлка составляли русские (55 %).
| Национальность | Численность (2010) | Процент |
| -------------- | ------------------ | ------- |
| Русские        | 73                 | 57,5%   |
| Калмыки        | 30                 | 23,6%   |
| Даргинцы       | 12                 | 9,4%    |
| Чеченцы        | 12                 | 9,4%    |
| Всего          | 127                | 100%    |

## Социальная инфраструктура
Социальная инфраструктура развита слабо. Учреждения культуры (клуб, библиотека) и образования (школа и детский сад) в посёлке отсутствуют. Среднее образование жители посёлка получают в Бургустинской неполной средней школе и Хар-Булукской средней общеобразовательной школе. Медицинское обслуживание жителей Джурака обеспечивает местный фельдшерско-акушерский пункт и Целинная центральная районная больница, расположенная в селе Троицком.
Посёлок электрифицирован и газифицирован (в 2008 году).